# Nokia Serie 30
La Nokia Series 30 è stata una piattaforma software proprietaria e un'interfaccia utente sviluppata da Nokia Corporation per la sua linea di telefoni cellulari di fascia bassa. Concepita per dispositivi con risorse hardware limitate, Series 30 si distingueva per la sua semplicità, efficienza e intuitività, mirando a fornire le funzionalità essenziali della telefonia mobile a un vasto pubblico globale. La sua longevità e la sua presenza in milioni di dispositivi hanno reso Series 30 una piattaforma significativa nella storia della telefonia mobile, particolarmente nei mercati emergenti dove l'accessibilità e l'affidabilità erano prioritarie.

## Storia e Sviluppo
Le radici di Nokia Series 30 affondano nei primi anni dell'era della telefonia mobile, evolvendosi dalle interfacce utente rudimentali presenti sui primi dispositivi Nokia. Inizialmente, i telefoni Nokia utilizzavano software proprietario di base, come il "System 1.0", che forniva le funzionalità fondamentali per effettuare e ricevere chiamate. Con la crescente sofisticazione dei telefoni cellulari, Nokia riconobbe la necessità di una piattaforma più strutturata per i suoi modelli di fascia bassa, dando vita concettualmente a ciò che sarebbe poi diventato Series 30.
La vera e propria denominazione "Series 30" emerse con la necessità di distinguere chiaramente la piattaforma dai sistemi operativi più avanzati che Nokia stava sviluppando contemporaneamente, come Series 40 (per telefoni di fascia media) e successivamente Symbian (per smartphone). Series 30 fu specificamente progettato per massimizzare l'efficienza su hardware con potenza di calcolo e memoria limitate, consentendo a Nokia di produrre telefoni robusti e a basso costo accessibili a un'ampia fascia di consumatori.
Nel corso degli anni, Series 30 ha subito un'evoluzione incrementale, mantenendo sempre il suo focus sulla semplicità. Le prime versioni offrivano un'interfaccia utente basata principalmente su menu testuali, navigabili tramite tastierino numerico. Le funzionalità erano concentrate sulle operazioni di base: gestione delle chiamate (effettuare, ricevere, rubrica), messaggistica SMS e impostazioni del telefono.
Con il progredire della tecnologia e le richieste degli utenti, versioni successive di Series 30 hanno introdotto miglioramenti graduali. La rubrica è diventata più sofisticata, consentendo di memorizzare più dettagli per contatto. La gestione degli SMS è stata affinata, e sono stati aggiunti semplici strumenti come sveglie, calcolatrici e la possibilità di impostare suonerie personalizzate (spesso monofoniche o polifoniche).
Un'aggiunta significativa, presente in alcuni modelli Series 30 successivi, è stata la capacità di accedere a Internet tramite WAP (Wireless Application Protocol). Questa funzionalità, sebbene rudimentale rispetto alla navigazione web moderna, consentiva agli utenti di accedere a contenuti testuali e servizi di base online. Tuttavia, l'esperienza utente era limitata dalla capacità del dispositivo e dalla velocità della connessione GPRS.
Nonostante l'emergere di piattaforme più avanzate e ricche di funzionalità, Series 30 ha continuato a essere la scelta preferita per i telefoni Nokia ultra-economici grazie alla sua stabilità, al basso consumo energetico (che si traduceva in una lunga durata della batteria) e alla sua comprovata affidabilità. Questi fattori erano particolarmente importanti nei mercati in via di sviluppo dove l'accesso all'elettricità poteva essere limitato e la necessità di un dispositivo di comunicazione affidabile era primaria.
Con la transizione del marchio Nokia a HMD Global, la denominazione "Series 30" non è stata direttamente ripresa per i nuovi dispositivi. Tuttavia, HMD Global ha introdotto piattaforme software proprietarie per i suoi telefoni di fascia bassissima, come "Nokia Series 30+". Queste piattaforme condividono la filosofia di base di Series 30: semplicità d'uso, efficienza delle risorse e focus sulle funzionalità essenziali, pur essendo architetturalmente distinte dalla piattaforma originale. Questa "rinascita" concettuale testimonia l'eredità duratura di Series 30 nel segmento dei telefoni cellulari di base.

## Caratteristiche Tecniche e Funzionali
Interfaccia Utente: L'interfaccia utente di Series 30 era caratterizzata dalla sua semplicità e facilità d'uso. Basata su una struttura di menu gerarchica, navigabile tramite i tasti direzionali e i tasti funzione del telefono, l'interfaccia era progettata per essere intuitiva anche per chi utilizzava un telefono cellulare per la prima volta. Le icone erano basilari e i testi chiari, privilegiando la funzionalità rispetto all'estetica complessa.
1. Gestione delle Chiamate: Le funzionalità di chiamata includevano la possibilità di effettuare e ricevere chiamate, gestire una rubrica di contatti (con un numero variabile di memorizzazioni a seconda del modello), visualizzare la cronologia delle chiamate (effettuate, ricevute, perse) e utilizzare funzionalità di base come la chiamata in attesa e il trasferimento di chiamata (a seconda del supporto dell'operatore).
2. Messaggistica SMS: La gestione degli SMS era una funzionalità centrale. Series 30 permetteva la composizione, l'invio, la ricezione e la memorizzazione di messaggi di testo. Alcuni modelli successivi potevano supportare SMS concatenati (messaggi più lunghi suddivisi in più parti) e semplici funzionalità di bozza.
3. Rubrica: La rubrica consentiva di memorizzare i numeri di telefono associati ai nomi dei contatti. La capacità di memorizzazione variava a seconda del modello del telefono. Alcuni modelli più avanzati permettevano di aggiungere informazioni aggiuntive ai contatti, come più numeri di telefono o indirizzi email (anche se l'utilizzo di quest'ultimo era limitato sui dispositivi Series 30).
4. Personalizzazione: Le opzioni di personalizzazione erano limitate rispetto a sistemi operativi più avanzati. Gli utenti potevano generalmente cambiare la suoneria (spesso scegliendo tra suonerie predefinite monofoniche o polifoniche), impostare uno sfondo predefinito per lo schermo e, in alcuni casi, personalizzare brevemente i menu.
5. Applicazioni e Giochi: Series 30 non supportava l'installazione di applicazioni di terze parti. I telefoni basati su questa piattaforma includevano spesso alcuni semplici giochi preinstallati, tra cui il classico "Snake" era particolarmente popolare. Erano inoltre presenti strumenti di base come una sveglia, un orologio, un calendario semplice e una calcolatrice.
6. Connettività: Lat connetività sui dispositivi Series 30 era generalmente limitata alle reti GSM per le chiamate e gli SMS. Alcuni modelli più recenti potevano includere il supporto per GPRS (General Packet Radio Service), che consentiva una connessione dati a bassa velocità per l'accesso a Internet tramite WAP. La connettività Bluetooth era presente in alcuni modelli, principalmente per la connessione di auricolari. Il Wi-Fi non era una caratteristica dei telefoni Series 30 originali.
7. Multitasking: Il multitasking era molto limitato o assente. Gli utenti potevano generalmente eseguire una sola applicazione o funzione alla volta.
8. Supporto Hardware: Series 30 era progettato per funzionare su dispositivi con processori a bassa potenza, quantità limitata di memoria RAM e ROM e schermi LCD a bassa risoluzione, spesso monocromatici o a colori di base. L'interazione avveniva tramite tastierino numerico fisico, senza supporto per touchscreen nella sua forma originale.
9. Browser WAP: I modelli che supportavano GPRS includevano un browser WAP. WAP era un protocollo che consentiva l'accesso a versioni semplificate di siti web, ottimizzate per dispositivi mobili con larghezza di banda limitata e schermi piccoli. L'esperienza di navigazione era testuale e molto diversa dalla navigazione web moderna.

Numerosi telefoni Nokia di grande successo si basavano sulla piattaforma Series 30, contribuendo in modo significativo alla diffusione della telefonia mobile a livello globale. Alcuni esempi notevoli includono:
1. Nokia 1100: Uno dei telefoni cellulari più venduti di tutti i tempi, noto per la sua robustezza, semplicità e lunga durata della batteria.
2. Nokia 1200 e 1208: Modelli economici e affidabili, focalizzati sulle funzionalità di base.
3. Nokia 1616: Un telefono entry-level con funzionalità essenziali e un design compatto.
4. Nokia 1800: Un altro modello di base con una buona autonomia e facilità d'uso.
5. Nokia 105 (versioni precedenti): Alcune delle prime versioni del Nokia 105 utilizzavano una piattaforma che richiamava Series 30.
6. Nokia 106: Modello ultra-economico che offriva funzionalità di base e una lunga durata della batteria.

## Impatto e Eredità
Nokia Series 30 ha avuto un impatto profondo sul mercato della telefonia mobile. La sua semplicità, affidabilità e il basso costo dei dispositivi che lo utilizzavano hanno reso la comunicazione mobile accessibile a una vasta popolazione mondiale, colmando il divario digitale in molti paesi in via di sviluppo.
La piattaforma ha contribuito in modo significativo al dominio di Nokia nel mercato della telefonia mobile per molti anni, stabilendo un punto di riferimento per i telefoni di base. La sua interfaccia utente intuitiva ha reso facile per i nuovi utenti avvicinarsi alla tecnologia mobile.
Anche se la piattaforma Series 30 originale non è più utilizzata nei nuovi dispositivi, la sua filosofia di design incentrata sull'essenziale e sull'efficienza continua a influenzare lo sviluppo di telefoni cellulari di fascia bassissima. Le piattaforme software proprietarie utilizzate da HMD Global nei suoi telefoni Nokia più economici ne sono una testimonianza, mantenendo viva l'eredità di semplicità e affidabilità che ha caratterizzato Nokia Series 30.
La storia di Nokia Series 30 rappresenta un capitolo importante nell'evoluzione della telefonia mobile, evidenziando come una piattaforma focalizzata sulle esigenze fondamentali degli utenti possa avere un impatto globale significativo.